# Õ̀
Õ̀ (minuscule : õ̀), appelé O tilde accent grave, est une lettre latine utilisée dans l’écriture du bribri, du gokana, du lyélé et du tèè.
Elle est formée de la lettre O avec un tilde suscrit et un accent grave.

## Représentations informatiques
Le O tilde accent grave peut être représenté avec les caractères Unicode suivants : 
- précomposé (supplément Latin-1, diacritiques) :

| formes    | représentations | chaînes de caractères | points de code | descriptions                                             |
| --------- | --------------- | --------------------- | -------------- | -------------------------------------------------------- |
| capitale  | Õ̀               | Õ◌̀                    | U+00D5 U+0300  | lettre majuscule latine o tilde diacritique accent grave |
| minuscule | õ̀               | õ◌̀                    | U+00F5 U+0300  | lettre minuscule latine o tilde diacritique accent grave |

- décomposé (latin de base, diacritiques) :

| formes    | représentations | chaînes de caractères | points de code       | descriptions                                                         |
| --------- | --------------- | --------------------- | -------------------- | -------------------------------------------------------------------- |
| capitale  | Õ̀               | O◌̃◌̀                   | U+004F U+0303 U+0300 | lettre majuscule latine o diacritique tilde diacritique accent grave |
| minuscule | õ̀               | o◌̃◌̀                   | U+006F U+0303 U+0300 | lettre minuscule latine o diacritique tilde diacritique accent grave |